# Karl Overhues
Karl Overhues, auch Carl geschrieben, (* 17. September 1886 in Rheine; † 21. Juni 1972 in Linz am Rhein) war ein hochrangiger nationalsozialistischer Funktionär.

## Leben
Overhues besuchte das Gymnasium in Rheine bis zur Unterprima. 1904 trat er als Seekadett in die Kaiserliche Marine ein, aus der er nach dem Ersten Weltkrieg 1919 als Kapitänleutnant ausschied. Der gelernte Uhrmacher betätigte sich anschließend als Kaufmann in der Automobilbranche. Bis 1932 war er Geschäftsführer der US-amerikanischen Packard-Vertretung in Köln. Politisch betätigte Oberhues sich bis Anfang der 1930er Jahre in der deutschnationalen paramilitärischen Organisation Stahlhelm.
Zum 1. Dezember 1931 trat Overhues der NSDAP bei (Mitgliedsnummer 844.522). Aus der Kirche trat er aus und wurde gottgläubig. Im Januar 1932 wurde er hauptamtlicher Geschäftsführer der NSDAP im Gau Düsseldorf, von April 1933 bis 1945 dann Stellvertreter des Gauleiters Friedrich Karl Florian. Während des Zweiten Weltkrieges war er zusätzlich Mobilisierungsbeauftragter in der Gauleitung. Overhues war seit 1934 (so die Selbstaussage) Mitglied der SA, seit 1942 als SA-Brigadeführer. Zeitweise führte er aktiv die Düsseldorfer Marine-SA-Standarte. Er war Träger des Goldenen Parteiabzeichens.
Nach der Machtübernahme durch die NSDAP und ihre deutschnationalen Bündnispartner gehörte Overhues 1933 für einige Monate dem Preußischen Staatsrat an. 1941 rückte er als Nachfolger für den verstorbenen Ernst Schwarz in den politisch bedeutungslosen „Großdeutschen Reichstag“ ein, dem er bis zum Ende angehörte.
Bei Kriegsende wurde Overhues im Siegerland, wo er sich versteckt hatte, von den US-Militärbehörden festgenommen. Aufgrund seiner Belastung wurde er in verschiedenen Lagern interniert, so in Esterwegen und Staumühle. Bereits in Esterwegen wurde er jedoch von Arbeit freigestellt und im Krankenrevier untergebracht. Auf seine Entlassung im November 1947 folgte ein Spruchkammerverfahren in Hiddesen. Die deutschen Richter verurteilten Overhues zu fünf Jahren Gefängnis. Bereits im Juni 1948 wurde er aus Krankheitsgründen aus der Haft entlassen. In der Revision von 1949 wurde das Strafmaß wegen „recht geringer Kenntnis von den Verbrechen“ auf zwei Jahre und sieben Monate reduziert, die als abgesessen galten. Overhues habe, so der Rechtshistoriker Volker Zimmermann, wie Gauleiter Friedrich Karl Florian und Gaupropagandaleiter Hermann Brouwers „keine empfindlichen Strafen zu erwarten“ gehabt. Das Gericht „betonte es in der Begründung noch einmal, dass Overhues [zwar] eine genaue Kenntnis von der Judenverfolgung hatte, folgte aber in der Hauptsache dessen Verteidigungsstrategie.“
Da Overhues in seinem Entnazifizierungsverfahren in die Kategorie III eingeordnet wurde, wonach ihm verboten war, Stellungen im öffentlichen und halböffentlichen Dienst oder ein Ehrenamt anzunehmen, aber auch aufgrund reduzierter Versorgungsbezüge bemühte er sich wiederum um eine Revision. Er erklärte, sich „mit weltanschaulichen Dingen nur wenig befasst“ zu haben, stets Kosmopolit, ein „absoluter Anhänger der Harmonielehre“ und „absolut christlich eingestellt“ gewesen zu sein. Daher vertrete er auch die „Erkenntnis, dass die verschiedenen Rassen aus eines Schöpfers Hand stammen“. Von den Verbrechen habe er nichts erfahren und nichts gewusst. Die Verbesserung seiner Einstufung gelang ihm nicht, wohl aber die seiner Versorgungsbezüge.